# Obiedzino Górne
Obiedzino Górne – wieś w Polsce położona w województwie mazowieckim, w powiecie ciechanowskim, w gminie Gołymin-Ośrodek.
W latach 1975–1998 miejscowość administracyjnie należała do województwa ciechanowskiego.